# Itame pallipennis
Itame pallipennis là một loài bướm đêm trong họ Geometridae.